# Gedenkzuil Centrale Bank van Suriname
De gedenkzuil bij de Centrale Bank van Suriname (CBvS) werd op 3 juli 1987 onthuld tijdens de viering van het 30-jarige bestaan van de bank.
De CBvS werd op 1 april 1957 opgericht en speelt een centrale rol in het bankwezen in Suriname door de uitgifte van bankbiljetten en munten. Daarvóór had een commerciële bank hier de licentie voor, namelijk de De Surinaamsche Bank.
Het monument werd door Erwin de Vries gemaakt en bestaat uit twee stenen blokken met daar bovenop vier kleine standbeelden. Het staat op het achtererf van de centrale bank en is niet toegankelijk voor het publiek. Het werd onthuld door president Fred Ramdat Misier en legercommandant Ivan Graanoogst, in het laatste jaar van de militaire regime in Suriname. Naast bankdirecteur N. Neyhorst waren onder meer demissionaire kabinetsleden aanwezig als premier Jules Wijdenbosch en minister Harry Kensmil van Financiën, als ook Assemblée-leden en mensen uit het bedrijfsleven.